# Stanisław "Rewera" Potocki
Stanisław "Rewera" Potocki (phát âm tiếng Ba Lan: [pɔˈtɔt͡skʲi], 1589 – 1667) là một nhà quý tộc, lãnh chúa và đồng thời là một lãnh đạo quân sự người Ba Lan. Cùng với Stefan Czarniecki, ông đã góp công trong việc đánh bại quân Thụy Điển và Nga xâm lược trong trận chiến Đại hồng thủy. Ông là cố vấn đáng tin cậy nhất của Vua John II Casimir.

## Tiểu sử

### Thời trẻ
Ban đầu là một thành viên ấm áp của Nhà thờ Cải cách Ba Lan, dưới ảnh hưởng của các tu sĩ Dòng Tên và người vợ đầu tiên của mình, ông đã chuyển đổi từ đạo Calvin sang Công giáo. Potocki đã kết hôn với Zofia Kalinowska và Anna Mohyła . Sau khi nghiên cứu kỹ lưỡng trong và ngoài nước (chủ yếu ở Pháp và Hà Lan), ông bắt đầu cuộc đời binh nghiệp vĩ đại của mình bằng cách chiến đấu với quân nổi dậy cùng với cha và các chú của mình theo phe của Vua Sigismund III trong Trận Guzów. Sau đó, ông tham gia một cuộc thám hiểm tới Wallachia và trong cuộc bao vây Smolensk vào năm 1611, trong cuộc chiến tranh Ba Lan-Nga . Ông cũng đã chiến đấu ở Cecora (1620) và Chocim (1621). Ông tham gia cuộc chiến với Thụy Điển (1626–1629) để thay thế tạm thời cho Stanisław Koniecpolski, người bị thất bại nặng nề tại Górzna năm 1629. Ông đã chiến đấu với người Cossacks nổi loạn trong những năm 1637–1638.

### Sự nghiệp quân sự

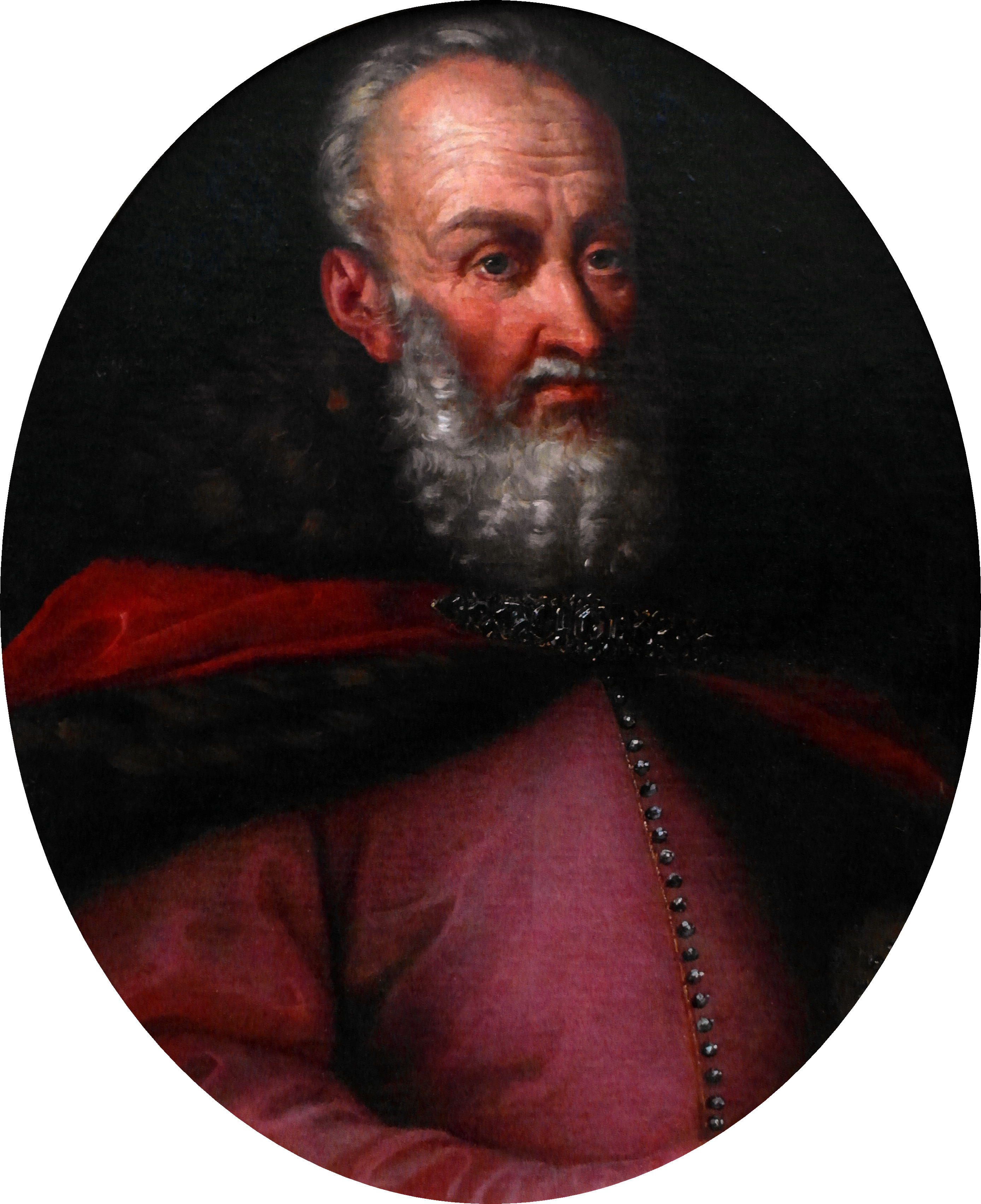
Chân dung của Potocki vào thế kỷ 17, hoạ sĩ không xác định

Potocki là podkomorzy (tức Quan thị vệ) của Podolia từ năm 1621, người cai quản của Kamieniec Podolski từ năm 1628, Đốc quân của Bratslav Voivodeship từ năm 1631 và Podolia voivodeship từ năm 1636. Potocki trở thành Chỉ huy của Vương miện năm 1652 và Đại Chỉ huy vào năm 1654. Ông tiếp tục làm Đốc quân của Kiev Voivodship từ năm 1655 và Kraków Voivodship từ năm 1658. Potocki cũng là người cai quản của các vùng Halych, Radom, Krasnystaw, Ropczyce, Medyka, Bar, Grodziec, Kolomyia, Mostyska, Drahimów, Letychiv và Dolina.
Ông được vinh dự làm Tuyển hầu tước của Vua Władysław IV, đại diện cho tỉnh Bratslav vào năm 1632. Ông cũng là Tuyển hầu tước của Vua John II Casimir năm 1648, đại diện cho tỉnh Podolia. Trong cuộc nổi dậy Khmelnytsky, nhiều nguồn tin cho rằng Potocki đã cứu mạng nhà vua gần thị trấn Zborów. Năm 1652, ông được bổ nhiệm làm Chỉ huy của Khối thịnh vượng chung và hai năm sau, ông đã lãnh đạo quân đội Ba Lan chống lại người Nga và người Cossack. Năm 1655, ông đã chiến đấu và giành chiến thắng trong trận Ochmatów. Trong cùng năm đó, ông được bổ nhiệm làm Đốc quân của Kiev. Sau cuộc xâm lược của quân đội Thụy Điển trong trận chiến Đại hồng thủy, ông làm chỉ huy thường trực của quân đội ở phía Đông, tuy nhiên không tham gia chống lại người Thụy Điển. Sau thất bại trước quân đội Nga-Cossack tại Gródek Jagielloński, Potocki buộc phải đầu hàng Vua Charles X Gustav. Ông sau đó tham gia liên minh tại Tyszowce. Trong các chiến dịch từ năm 1656–1660, Potocki không phải là chỉ huy tối cao của toàn bộ lực lượng quân đội của nhà vua, tuy nhiên ông có quyền kiểm soát sư đoàn của mình tham gia trong các trận chiến. Ông là một trong những Chỉ huy tham gia Trận chiến Warsaw năm 1656 . Năm 1657, ông chiến thắng trong một trận chiến trước George II Rákóczi, góp phần việc quét sach quân của Hungary gần Czarny Ostrów. Năm 1660, cùng với Jerzy Sebastian Lubomirski, Potocki đã chiến thắng trước quân đội Nga do Vasyl Sheriemietiev chỉ huy, buộc ông này phải đầu hàng tại Cudnów. Vào năm 1665, ông tham gia vào cuộc chiến chống lại quân nổi dậy Lubomirski. Ông thất bại tại trận Częstochowa và đó cũng là lần cuối cùng ông tham gia chiến đấu. Trong suốt cuộc đời binh nghiệp của mình, ông đã tham gia 46 trận đánh.

### Cái chết
Stanisław "Rewera" Potocki qua đời vào ngày 27 tháng 2 năm 1667. Ông được chôn cất tại Nhà thờ Chúa Ba Ngôi ở Podhajce.
Ông có biệt danh là "Rewera" vì thói quen thường xuyên sử dụng cụm từ tiếng Latinh re vera (có nghĩa là 'trên thực tế').
Để vinh danh cha, con trai ông, Chỉ huy tương lai của Vương miện Andrzej Potocki, đã cho đặt tên một thành phố là Stanisławów vào năm 1662.

## Di sản
- Stanisławów (tên cũ của thành phố Ivano-Frankivsk )
- Rewera Stanisławów - Đội tuyển bóng đá Ba Lan